# Slottsbols småsjöar
Slottsbols småsjöar är två små sjöar i Laxå kommun:
- Slottsbols småsjöar, östra, 58°51′28″N 14°24′43″Ö / 58.8579°N 14.412°Ö (0,85 ha)
- Slottsbols småsjöar, västra, 58°51′32″N 14°24′22″Ö / 58.8589°N 14.4061°Ö (0,4 ha)